# 藏青色
藏青色是藍色之一，接近于深蓝。又名海军蓝，因用於海軍制服而得名。
藏青色有时容易與黑色混淆，特別當其出現在有關衣物時。海軍藍的得名是因為英國皇家海軍自1748年以來以此顏色作海軍制服，世界其他海軍隨後採取了海軍藍作為海軍制服的顏色。在美國海軍中，叫做「海軍藍」的許多制服（即平常藍色制服和藍色禮服），實際上是黑色的（參見美國海軍制服）。

## 藏青色的變調
- 藏青色變調1（Hex: #0A0A85）RGB（10, 10, 133）
- 藏青色變調2（Hex: #14148A）RGB（20, 20, 138）
- 藏青色變調3（Hex: #242492）RGB（36, 36, 146）
- 藏青色變調4（Hex: #333399）RGB（51, 51, 153）
- 藏青色變調5（Hex: #4C4CA6）RGB（76, 76, 166）
- 藏青色變調6（Hex: #00007B）RGB（0, 0, 123）
- 藏青色變調7（Hex: #000076）RGB（0, 0, 118）
- 藏青色變調8（Hex: #00006E）RGB（0, 0, 110）
- 藏青色變調9（Hex: #000067）RGB（0, 0, 103）
- 藏青色變調10（Hex: #00005A）RGB（0, 0, 90）